# Berthold IV. (Zähringen)

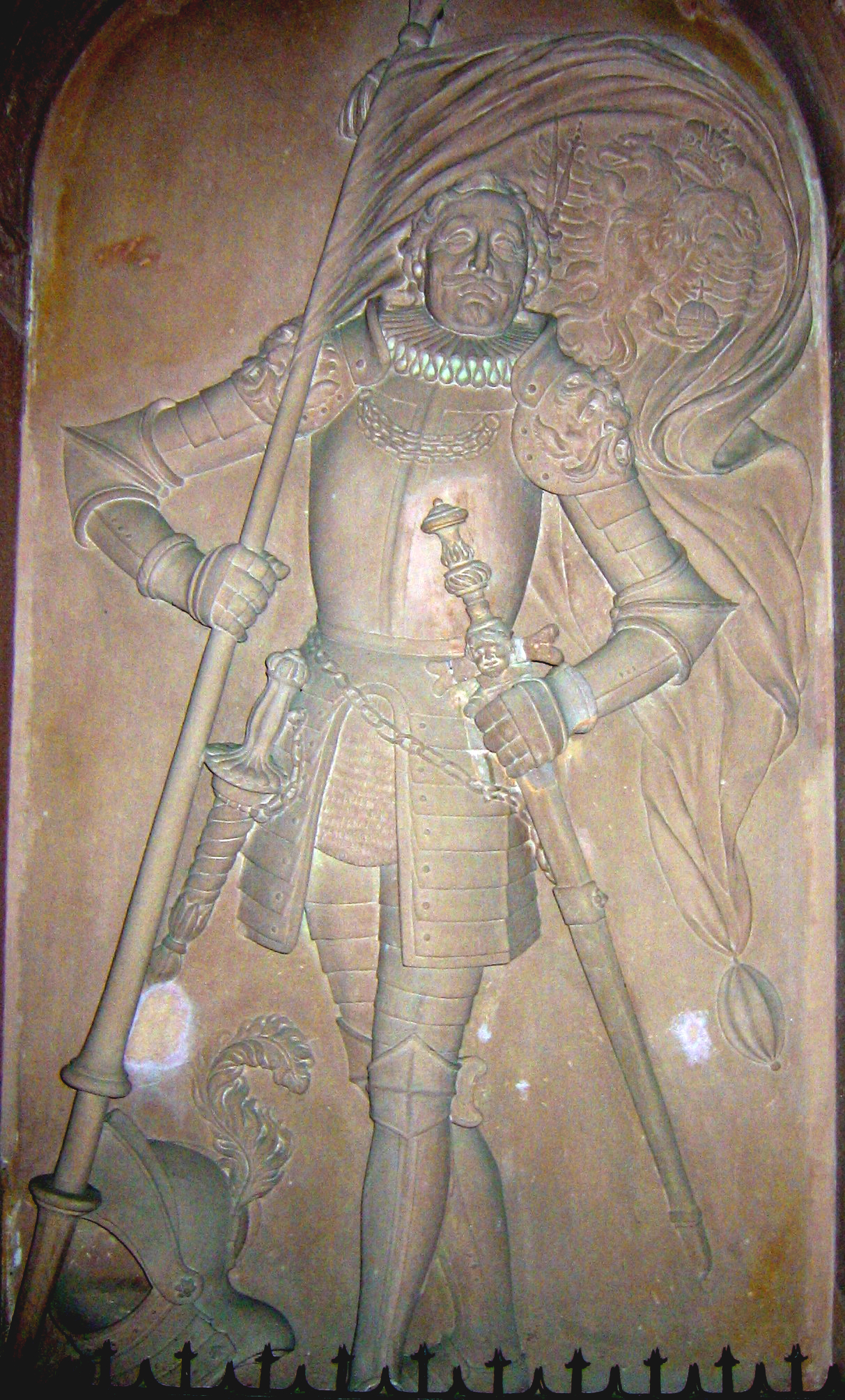
Berthold IV., Relief von Franz Anton Xaver Hauser im Chor des Freiburger Münsters

Berthold IV. von Zähringen (* um 1125; † 8. Dezember 1186) war Herzog von Zähringen sowie Herzog und Rektor von Burgund. Er gehörte zu den wichtigsten Fürsten des Reiches unter Kaiser Friedrich Barbarossa und gründete zahlreiche Städte, darunter Freiburg im Üechtland.

## Leben

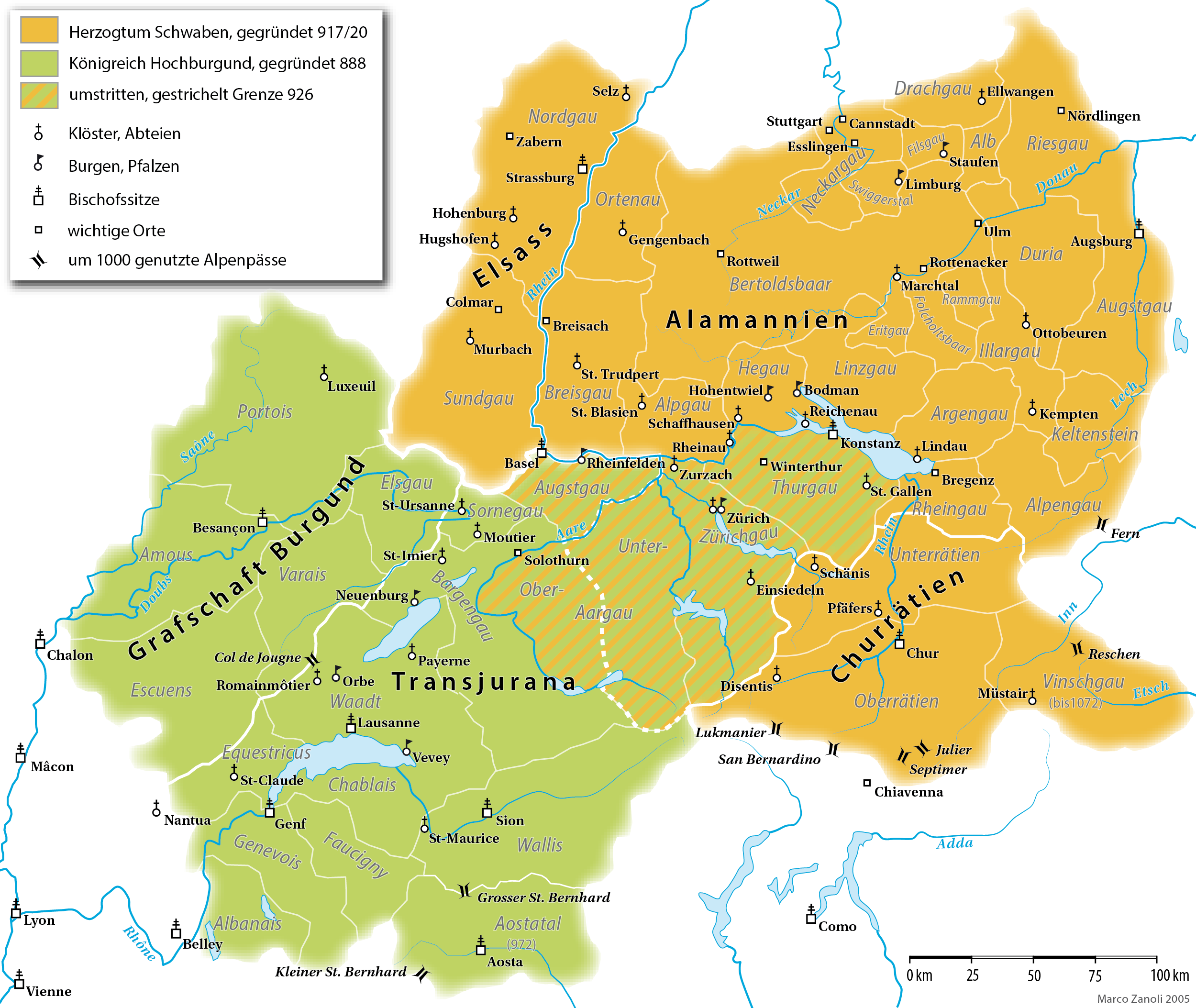
Das Herzogtum Schwaben (orange) und das Königreich Hochburgund (grün) um das Jahr 1000

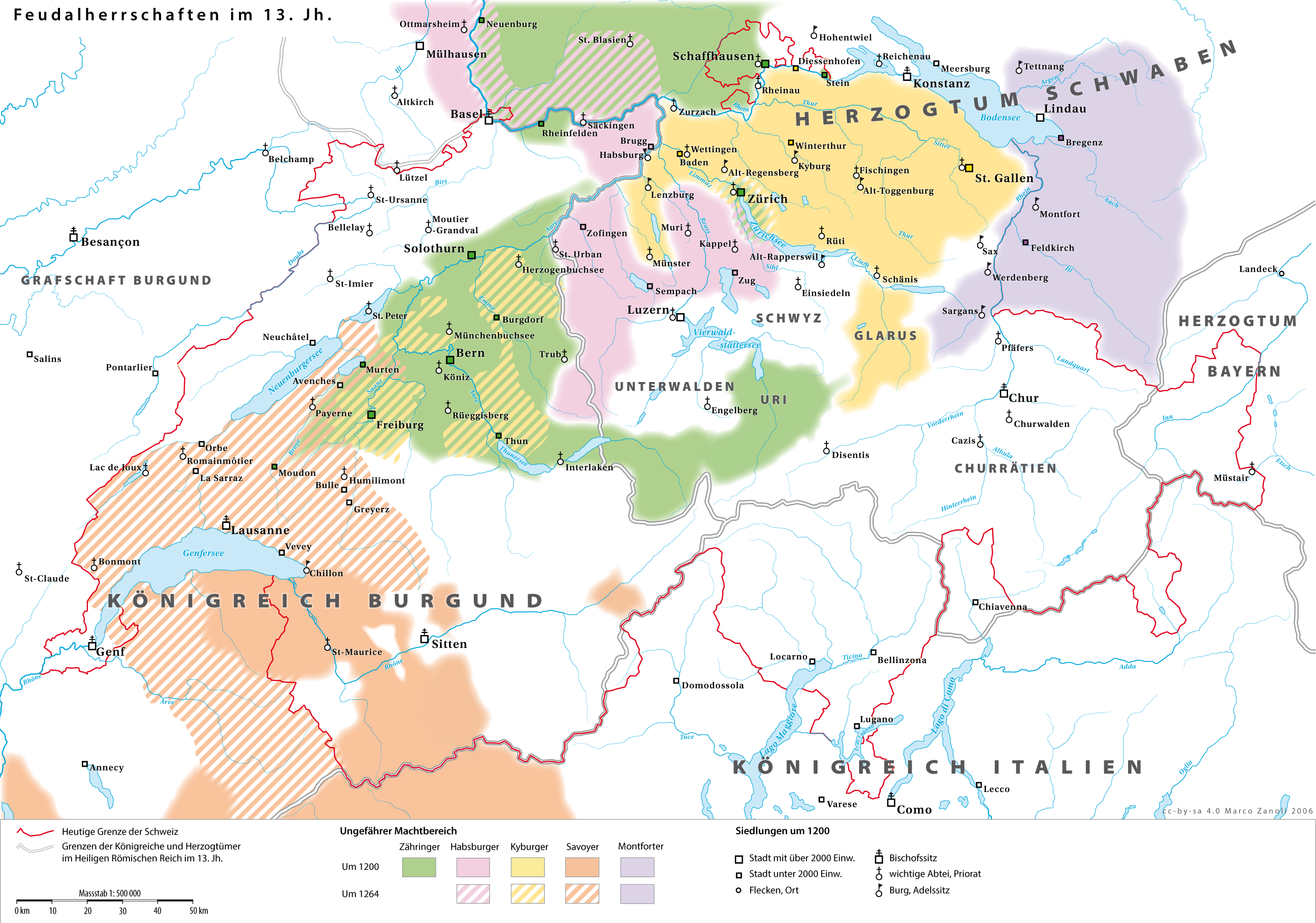
Die Adelsherrschaften in der Schweiz um 1200 – grün der Machtbereich der Zähringer

Berthold folgte 1152 seinem Vater Konrad von Zähringen als Herzog von Zähringen sowie als Herzog von Burgund nach. Seine Stammlande umfassten das Gebiet der Zähringer um den Schwarzwald sowie in der Schweiz. Während er im ostjuranischen Burgund (Transjurana) seine Herrschaft ausüben konnte, entzogen sich die Großen des westjuranischen Burgund und in den Rhone-Landschaften bis in die Provence hinab faktisch seiner Herrschaft. Friedrich Barbarossa ließ sich zwar im Februar 1153 in Besançon von ihnen huldigen, um sich die Heeresfolge nach Italien zu sichern, doch blieb die Herrschaft des Reiches dort eine lockere. Berthold IV. folgte Barbarossa auf seiner ersten Romfahrt zur Kaiserkrönung 1154/55. 
Als der Kaiser 1156 Beatrix von Burgund heiratete, die Tochter und Erbin des Grafen Reinald III. von Hochburgund, büßte Berthold auch seine nominelle Herrschaft im westjuranischen Burgund und in den Rhone-Landschaften ein, die seinem Vater einst zugesprochen worden war. 1156 erhielt Berthold als Ausgleich den Titel dux et rector Burgundiae und Vogteirechte über die Hochstifte Genf, Lausanne und Sitten. Berthold IV. beteiligte sich in den Sommern 1158 und 1159 auch am zweiten Italienzug gegen Mailand mit breisgauischen, burgundischen und lothringischen Truppen. Bei einem Hinterhalt der deutschen Reiterei am 15. Juli 1159 trug er selbst an der Seite des Kaisers dessen Fahne. 
1160 trübte sich das Verhältnis zum Kaiser, als dieser die Wahl von Bertholds Bruder Rudolf von Zähringen zum Erzbischof von Mainz nicht anerkannte. Berthold suchte die Unterstützung des französischen Königs Ludwig VII., der Kaiser entzog ihm die Vogtei über das Bistum Genf und bestärkte Heinrich den Löwen 1162 darin, sich von Bertholds Schwester Clementia von Zähringen scheiden zu lassen. Berthold kämpfte in der Tübinger Fehde (1164–1166) auf Seiten Welfs VI. gegen den Staufer Friedrich IV. von Schwaben sowie den Pfalzgrafen Hugo von Tübingen und die Grafen von Zollern. Die burgundischen Bischöfe entzogen sich seiner Herrschaft ebenso wie das Haus Savoyen, obwohl Clementia nach ihrer Scheidung den savoyischen Grafen Humbert III. von Maurienne heiratete. 
Auf dem Reichstag zu Ulm im März 1166 kam es zur Aussöhnung mit dem Kaiser und 1167 nahm er an dessen viertem Italienzug teil. Der Kaiser unterstützte nun die Wahl Rudolfs zum Bischof von Lüttich und sorgte dafür, dass Berthold die erzstift-trierischen Lehen des verstorbenen Grafen Heinrich von Namur erhielt. 1173 erhielt er die Vogtei über Zürich und 1174 nahm er wohl zumindest kurzzeitig am Heerzug ins Piemont teil. Die Bischöfe und Adligen im ostjuranischen Burgund nahmen wiederholt an Urkundsakten Bertholds teil und erkannten damit seine Herrschaft an. Zu seinen Städtegründungen gehören Freiburg im Üechtland, ihm (oder seinem Sohn) verdankt auch Murten das Stadtrecht, ebenso möglicherweise Yverdon und Moudon sowie Morges.
1178 unterstützte er den Kaiser beim Rückzug aus Italien und begleitete ihn zur burgundischen Königskrönung nach Arles. 1183 heiratet er Ida von Elsass und beteiligte sich am Konstanzer Frieden mit den lombardischen Städten. Im Jahr darauf war er beim Mainzer Hoftag von 1184 anwesend. Am anschließenden Italienzug nahm er aber nicht mehr teil und starb 1186. Dem Eintrag im Necrologium minus Monasterii S. Petri Nigrae Silvae zufolge, dem Totenkalender des zähringischen Hausklosters St. Peter auf dem Schwarzwald, wurde seiner alljährlich am 8. September im Rahmen eines Totenoffiziums gedacht, zu dem fünf Kerzen gestiftet wurden. Es heißt darin wörtlich: Berchtoldus 4. dux de Zaeringen, officium cum 5 candelis.

## Kinder und Erben
- Berthold V., letzter Herzog von Zähringen
- Agnes, verheiratet mit Egeno, Graf von Urach – Nach dem Nekrolog des Klosters Tennenbach war sie nicht die Tochter Bertholds IV. sondern die Tochter Bertholds V. "filia Bertoldi V. et ultimi ducis Brisgoiae soror, Egonis de Urach et Furstenberg coniunx, mater Bertoldi abbatis." Demnach starb sie an einem 1. Mai.[2]
- Anna, verheiratet mit Ulrich III., Graf von Kyburg

Die Grafen von Kyburg und von Urach erbten nach dem Tod Bertholds V. die zähringischen Familienbesitzungen.